# Bredene
Bredene es un municipio de Bélgica, situada en la provincia de Flandes Occidental.  El término está formado únicamente por la localidad de Bredene. A comienzos de 2018 contaba con una población total de 17.828 personas. La extensión del término es de 13,08 km², con una densidad de población de 1.363,09 habitantes por km².
En Bredene se encuentra la única playa nudista de Bélgica.

## Demografía

### Evolución
Todos los datos históricos relativos al actual municipio, el siguiente gráfico refleja su evolución demográfica.
| Gráfica de evolución demográfica de Bredene entre 1846 y 2020 |
|                                                               |